# Неоднозначные пары оснований

Инозин образует неоднозначные пары с аденином, урацилом и цитозином

Неоднозначные пары оснований (англ. wobble base pairs) —  комплементарные пары G-U и I-U / I-A / I-C, образующиеся во вторичной структуре РНК. Их термодинамическая стабильность сравнима с Уотсон-Криковскими. Неоднозначные пары оснований совершенно необходимы для правильной трансляции.
Важным для реализации генетического кода модифицированным основанием является гипоксантин, который, в виде инозинового нуклеозида, может комплементарно взаимодействовать с тремя основаниями: урацилом, аденином и цитозином.
Другой важной парой оснований является пара G-U, которая позволяет урацилу комплементарно взаимодействовать с гуанином и аденином.